# 朗德爾峰
朗德爾峰（英語：Rundle Peaks）是南極洲的山峰，處於塞夫頓冰川以東的比爾德冰川南岸，以美國研究隊成員命名，該山峰現時由南極條約體系管理。